# Plintossolo
Plintossolo é uma ordem de solo formada em condição limitante à percolação de água que causa efeito temporário de excesso de umidade, ou seja, os ciclos de umedecimento e secagem são fatores determinantes na pedogênese. Por consequência, este fenômeno causa a formação de nódulos ferruginosos denominados plintita, petroplintita e concreções.[carece de fontes?]
O retardamento à livre drenagem é resultante da ocorrência de um lençol freático próximo à superfície do solo de maneira intermitente, fenômeno usual em áreas de baixas altitudes com relevo plano a suave ondulado, depressões, baixadas, terços inferiores de encostas; ou é resultante da existência de camadas concrecionárias ou de textura acentuadamente argilosa.

## Critérios
Para ser categorizado como Plintossolo é indispensável que o solo apresente ao menos um dos seguintes horizontes e seus respectivos critérios:
1. Existência de horizonte plíntico; ou
1.1. Presença de plintita em percentagem superior a 15% do volume.
1.2. Espessura maior do que 15 cm.
1.3. Coloração avermelhada, amarelo-brunada, acizentada ou esbranquiçada.
2. Existência de horizonte litoplíntico; ou
2.1. Constituído por petroplintita de maneira praticamente contínua.
2.2. Ocorrência de blocos de petroplintita com tamanho superior a 20 cm.
2.3. Espessura maior do que 10 cm.
3. Existência de horizonte concrecionário.
3.1. Constituição em mais de 50% do volume por material grosseiro, a exemplo de nódulos e concreções de ferro ou ferro+alumínio, e com predomínio de petroplintita.
3.2. Espessura maior do que 30 cm.
Além disso, é necessário que ao menos um dos horizontes acima descritos:
4. Inicie-se dentro de 40 cm a partir da superfície; ou
5. Inicia-se dentro de 200 cm se está abaixo de horizonte glei, ou horizonte A, ou horizonte E, ou outro horizonte de cores pálidas, variadas e com mosqueados.

## Composição
A plintita é caracterizada por ser uma mistura de argila, pobre em C orgânico, e rica em Fe ou Fe+Al, com quartzo e outros materiais. A petroplintita é uma concreção resultante do endurecimento irreversível da plintita . Sua gênese está relacionada à segregação, mobilização, transporte e concentração de íons e compostos de Fe. O Fe ora existente tanto pode ser proveniente do material de origem, como translocado de outros horizontes ou proveniente de áreas adjacentes mais elevadas.
Embora esta classe de solos esteja associada a ambientes de formação de solos com alto grau de intemperismo, nos quais a mineralogia resultante é geralmente caulinítica ou oxídica, em alguns estudos, foram caracterizados Plintossolos com argila de atividade alta (CTC estimada da fração argila maior que 27 cmolc/kg de argila).
Em posições no relevo sujeitas à oscilação do lençol freático, a ascensão e descenção da água promove a segregação e posterior concentração do ferro, formando nódulos ferruginosos de plintita.

## Aptidão Agrícola
A concentração dos materiais ferruginosos pode condicionar a aptidão agrícola do solo devido à formação de camadas semipermeáveis que dificultam a penetração de raízes, movimentação vertical de água no perfil e, em alguns casos, impedimentos à mecanização.
Em algumas condições, a incorporação de plintossolos ao sistema produtivo agrícola tende a acelerar o endurecimento da plintita, transformando-a em petroplintita, devido à construção de redes de drenagem na área; desse modo, causa-se notáveis alterações nos atributos físicos do solos, especialmente aqueles referentes à dinâmica da água. Em áreas agrícolas do sudoeste goiano são encontradas camadas de petroplintita abaixo de 60 cm de profundidade devido à drenagem.

## Subordens
1. Plintossolo Pétrico
Solos com horizonte concrecionário ou horizonte litoplíntico, exceto quando precedido por horizonte plíntico.
2. Plintossolo Argilúvico
Solos com horizonte plíntico e horizonte B textural ou caráter argilúvico.
3. Plintossolo Háplico
Outros solos que não se enquadram nas classes anteriores

## Galeria

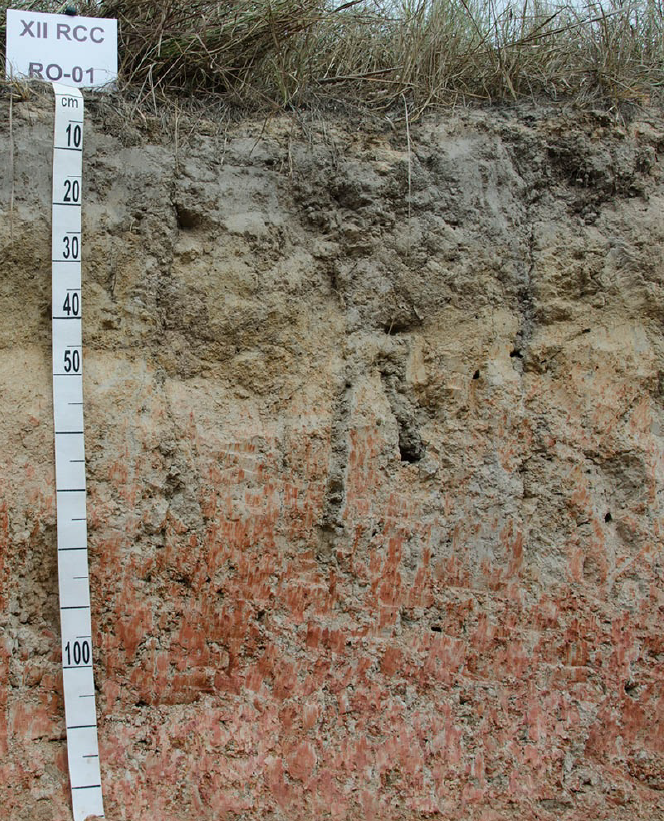
Plintossolo Háplico (SIBCS, 2018)
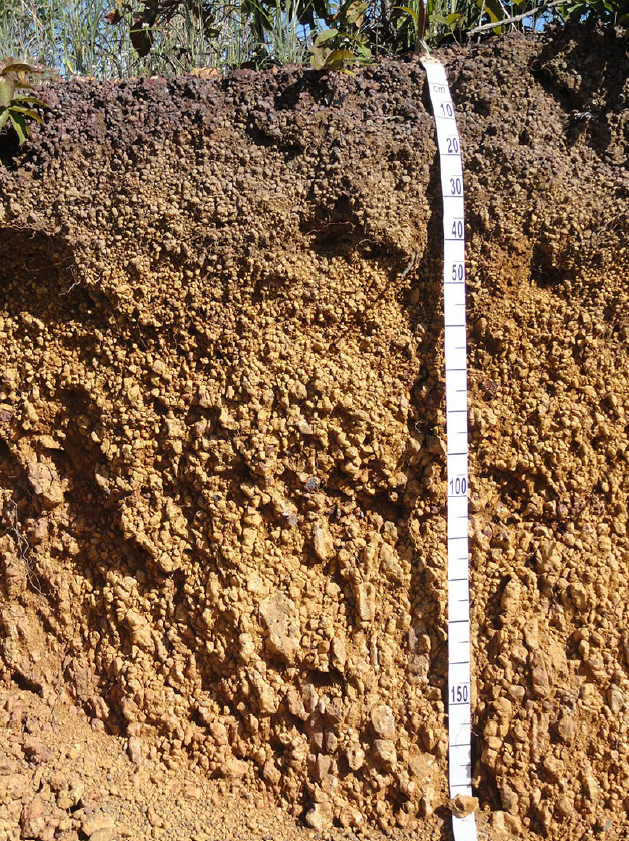
Plintossolo Pétrico (SIBCS, 2018)
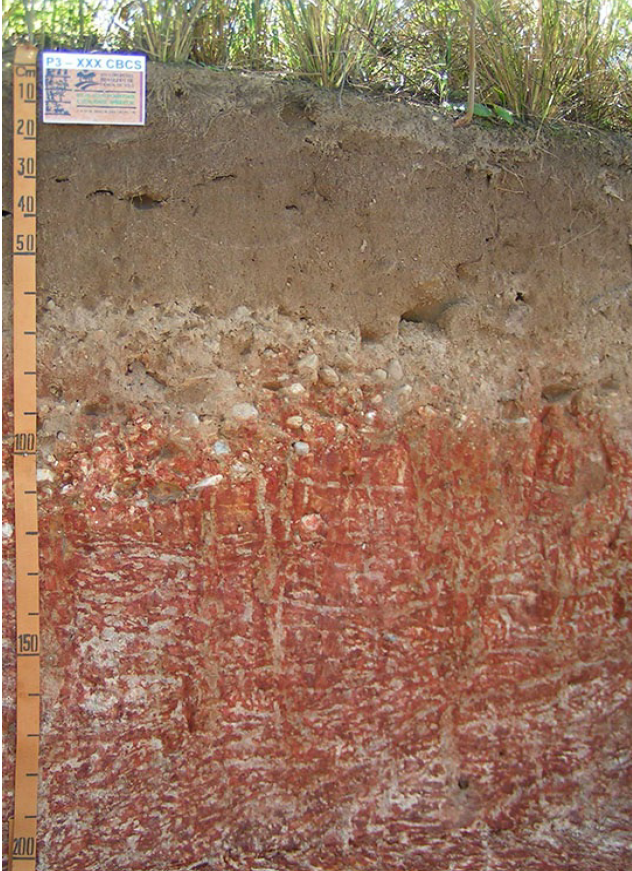
Plintossolo Argilúvico (SIBCS, 2018)
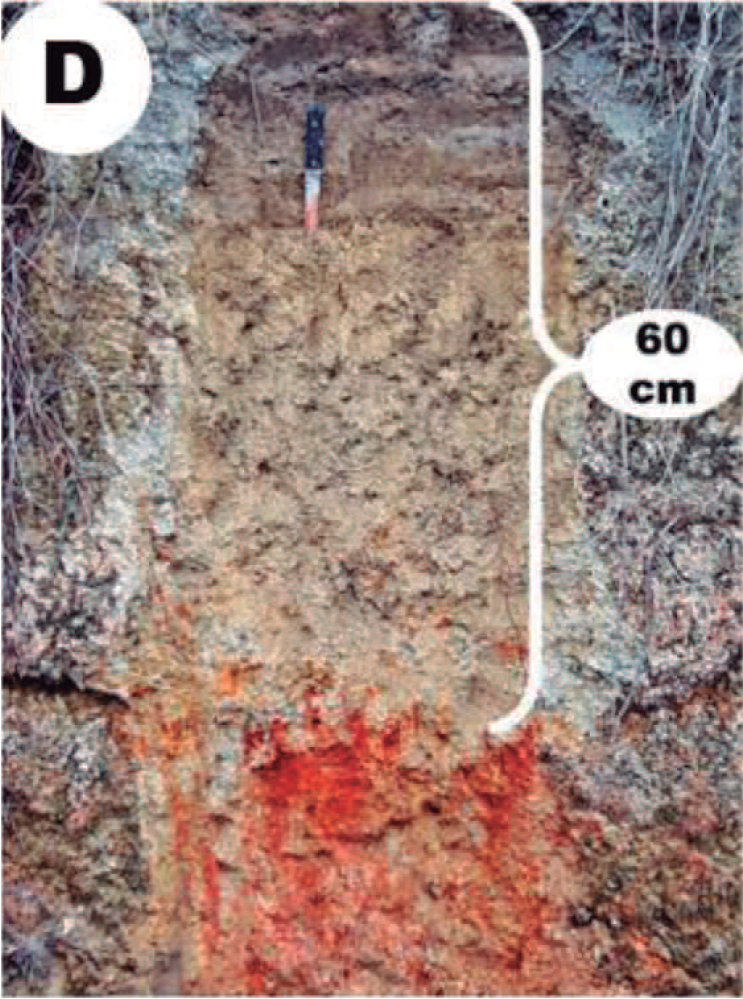
Plintossolo Háplico, ênfase na ocorrência de plintita abaixo de 60 cm (Paulino, 2015)
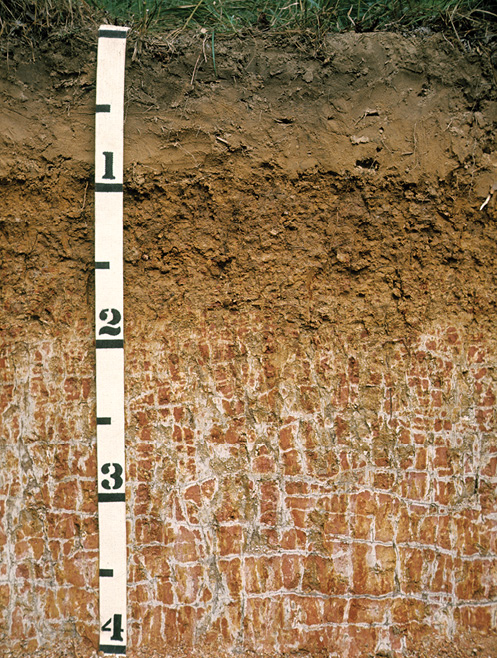
Plintossolo com padrão reticulado de plintita a 2 pés de profundidade (USDA).

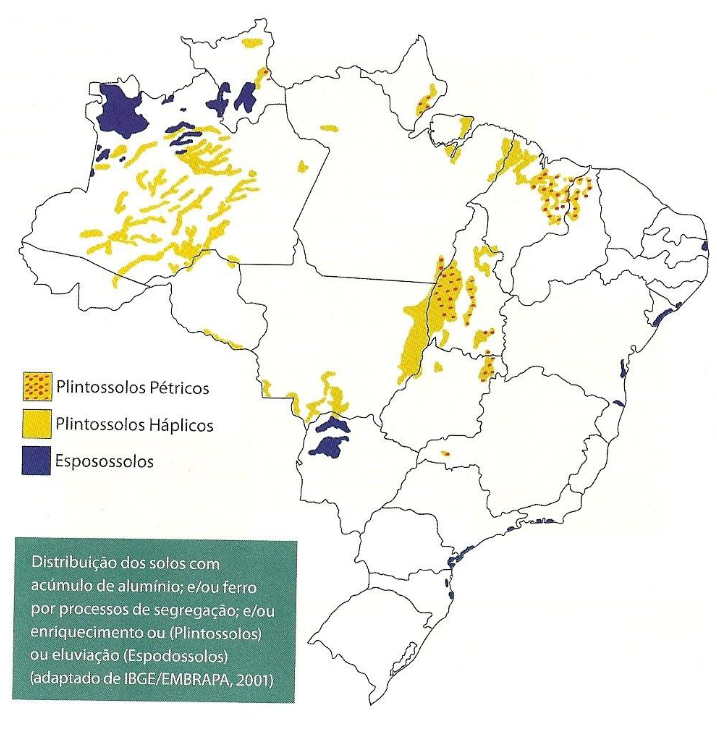
Área ocorrência Plintossolos e Espodossolos (Lepsch, 2010)